# 山枡儀重

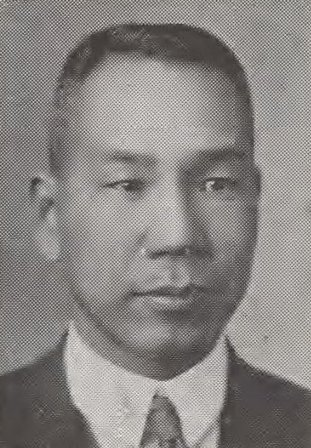
山枡儀重

山枡 儀重（やまます のりしげ、1889年（明治22年）4月24日 - 1937年（昭和12年）12月25日）は、日本の衆議院議員（憲政会→立憲民政党）、教育者。

## 経歴
鳥取県久米郡倉吉町（現在の倉吉市）出身。山枡友蔵の二男。1907年に明星商業学校（現在の明星中学校・高等学校）を卒業し、翌年4月から大阪市内の小学校に勤務した。1914年に小学校を辞め、京都帝国大学文科大学哲学科に入学し、1917年に卒業した。卒業後は愛知第一師範学校に勤務し、1919年からは大阪市視学となった。1921年から一年間欧米各国を視察した。
1924年、大阪市視学を辞職して、第15回衆議院議員総選挙に出馬し、当選。以後、5回当選を重ね、在職のまま死去した。その間、1931年には第2次若槻内閣で内閣総理大臣秘書官を務め、1934年からは岡田内閣で文部参与官を務めた。その他、1936年には日本美術学校（現在の日本美術専門学校）校長に就任している。

## 著書
- 欧米革新教育の実際（内外出版 1925年）
- 大人の教育（モナス 1926年）
- 欧米政治行脚（平凡社 1929年）
- 比例代表（平凡社 1929年）
- 教育を直視して（宝文館 1930年）
- 私有財産制度と国家社会主義（宝文館 1932年）
- 人間生活の教育（南光社 1933年）
- 憲政よ何処へ（宝文館 1934年）
- 人間の権威（同文書院 1937年）